# Música y delirio
Música y delirio es el primer trabajo como solista de Emmanuel Horvilleur después de su separación del dúo Illya Kuryaki & The Valderramas junto a Dante Spinetta. En el 2001 comenzó la grabación de las canciones que conformarían el álbum y que se concretó finalmente durante los primeros meses del 2003, bajo el nombre de Música y delirio, un disco que contiene 15 temas con claras influencias funk y rock. "Soy tu nena" fue el primer corte de difusión, con gran rotación en radios y canales de televisión argentinas, y fue seguido por "Hermano plateado" y "Té de estrellas". 
Horvilleur definió Música y delirio como un álbum de transición entre su banda anterior y su sonido solista. Describió el álbum como "una curiosa fusión de baladas rockeras y cumbias psicodélicas, sin perder la característica faceta lúdica".

## Lista de canciones
| N.º | Título                  | Escritor(es)  | Productor(es) | Duración |  |
| 1.  | «Soy tu nena!»          | E. Horvilleur | E. Horvilleur | 03:50    |  |
| 2.  | «Té de Estrellas»       | E. Horvilleur | E. Horvilleur | 04:36    |  |
| 3.  | «Hermano Plateado»      | E. Horvilleur | E. Horvilleur | 04:05    |  |
| 4.  | «Otra Virgen»           | E. Horvilleur | E. Horvilleur | 02:47    |  |
| 5.  | «Vuelve a Mí»           | E. Horvilleur | E. Horvilleur | 04:31    |  |
| 6.  | «A Mí Vuelve»           | E. Horvilleur | E. Horvilleur | 01:46    |  |
| 7.  | «Baila (Sobre Mi Lomo)» | E. Horvilleur | E. Horvilleur | 03:47    |  |
| 8.  | «Solitario Tango»       | E. Horvilleur | E. Horvilleur | 03:40    |  |
| 9.  | «No!»                   | E. Horvilleur | E. Horvilleur | 03:34    |  |
| 10. | «Mi Paz»                | E. Horvilleur | E. Horvilleur | 04:52    |  |
| 11. | «Zoo»                   | E. Horvilleur | E. Horvilleur | 03:45    |  |
| 12. | «La Nada»               | E. Horvilleur | E. Horvilleur | 05:35    |  |
| 13. | «Sicodélica Cumbia»     | E. Horvilleur | E. Horvilleur | 03:36    |  |
| 14. | «Puedes Sentir Amor»    | E. Horvilleur | E. Horvilleur | 05:20    |  |